# Praprotnica
Praprotnica je naselje v občini Mirna.
Praprotnica je razloženo naselje na podolgovatem slemenu ob cesti, ki se odcepi od glavne ceste blizu Mirne pri kamnolomu in rudniku kremena v Špaceljnih ter se od tod nadaljuje skozi severni del Stare gore proti Trebelnemu. Ob tej poti nad Mirno je zaselek Goli vrh. Na severu se nahaja plitvejša dolini Školki, po kateri teče Pristavski potok, nad Školki pa je gozdnati Trsovec (370 m). V manjši globeli na jugu (Pod Gričem) se nahajajo njive, na pobočju Kraljeve doline pa vinogradi, travniki in njive v terasah, opuščene vinogradniške starine pa zarašča grmovje.